# Voetbalkampioenschap van Harburg-Lüneburg 1909/10
In 1909/10 werd het vijfde voetbalkampioenschap van Harburg-Lüneburg gespeeld, dat georganiseerd werd door de Noord-Duitse voetbalbond. Titelverdediger Borussia Harburg speelde vanaf dit seizoen in de tweede klasse van de competitie van Hamburg-Altona. Het reserve-elftal nam wel deel aan de competitie van Harburg-Lüneburg. 
Britannia Harburg werd kampioen. Hoewel de competitie onderdeel was van de Noord-Duitse voetbalbond werd de club niet geselecteerd voor de Noord-Duitse eindronde. 

## Eindstand
| Plaats | Club                      | Wed. | W | G | V | Saldo | Ptn  |
| ------ | ------------------------- | ---- | - | - | - | ----- | ---- |
| 1.     | FC Britannia Harburg      | 6    | 4 | 1 | 1 | 15:10 | 9:3  |
| 2.     | SV Eintracht 03 Lüneburg  | 6    | 3 | 0 | 3 | 15:13 | 6:6  |
| 3.     | FC Normannia 06 Harburg   | 4    | 2 | 1 | 1 | 7:3   | 5:3  |
| 4.     | FC Borussia 04 Harburg II | 5    | 2 | 1 | 2 | 9:10  | 5:5  |
| 5.     | Lüneburger FK 01          | 7    | 1 | 1 | 5 | 7:17  | 3:11 |

|  | Kampioen |